# Ras El Tin
Ras El Tin är ett palats i Alexandria i Egypten. Det fungerade som ett sommarresidens för Egyptens kungafamilj 1834-1956, och är nu presidentpalats.

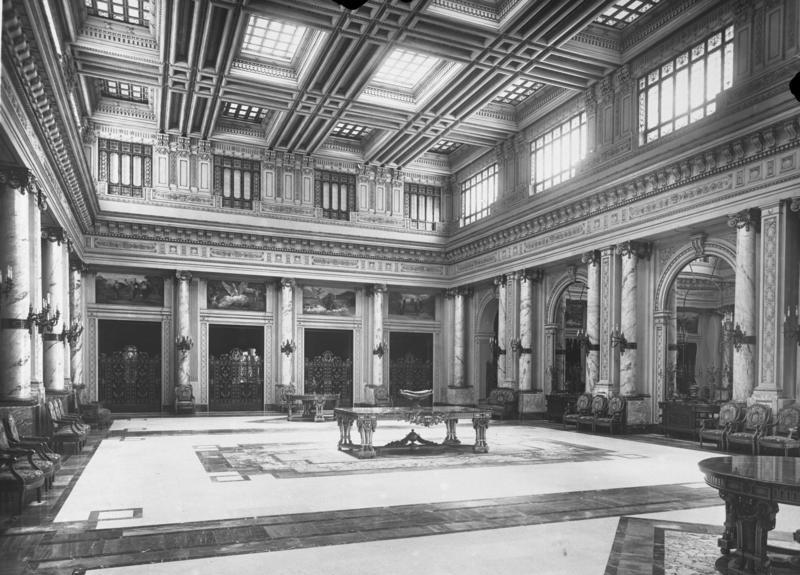
Bundesarchiv Bild 102-12201, Alexandria, Ras-El-Tine-Palast.